# هلن لویت
هلن لویت (انگلیسی: Helen Levitt؛ زاده ۳۱ اوت ۱۹۱۳ درگذشته ۲۹ مارس ۲۰۰۹) یک عکاس اهل ایالات متحده آمریکا بود.